# 8D Technologies
8D Technologies est une entreprise canadienne qui développe des systèmes de vélos en libre-service et de bornes de paiement automatisées pour le stationnement.

## Histoire

### Les premières années

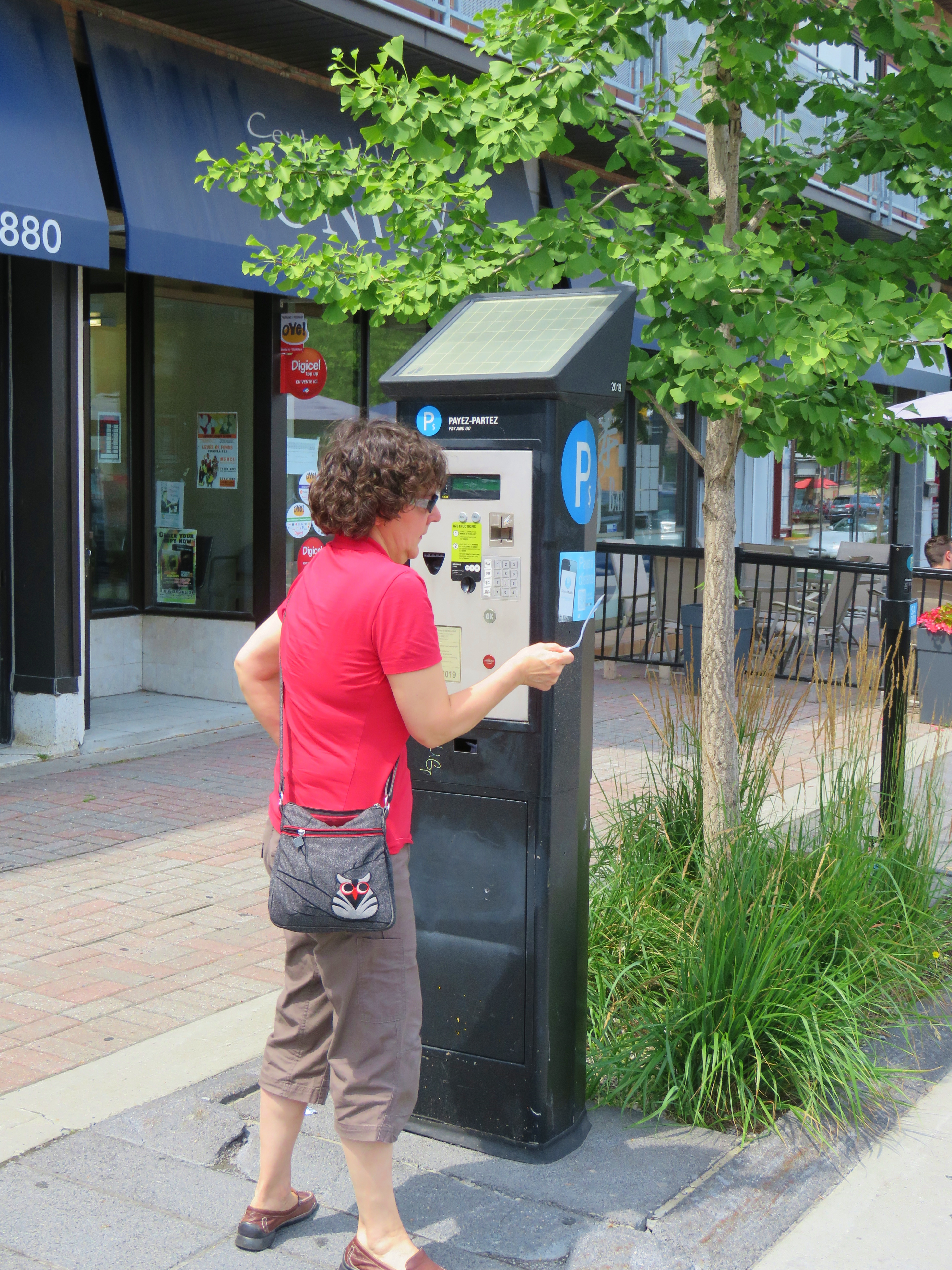
Borne 8D de paiement automatisée pour le stationnement à Montreal

8D Technologies a été créée à Montreal, au Canada, en 1996,, par son directeur technique actuel Jean-Sébastien Bettez. Au départ il s’agissait d’une société tertiaire, mais en 2000 la société a opéré un changement de direction vers la production quand Isabelle Bettez, sœur du fondateur, a rejoint 8D pour en devenir la directrice générale,.

### Stationnement de Montréal
En 2002, 8D, en partenariat avec Cale Systems, a été sélectionné par la Société en commandite Stationnement de Montréal (SCSM), pour fournir un système automatisé de parcmètre pour la ville,,.. 8D fournissait la plateforme technologique (système et plateforme informatique)  pendant que Cale fabriquait les terminaux. Le nouveau paiement par espace devait remplacer le système de parcmètre obsolète montréalais. Ce nouveau système consiste en un terminal de paiement alimenté par l'énergie solaire qui transmet l’information de paiement en temps réel, programmé en Java sous plateforme Linux,,. Après avoir testé avec succès la plateforme en 2003,, (notamment au regard des hivers rigoureux), SCSM a déployé les terminaux à grande échelle dans Montréal dès 2004,.

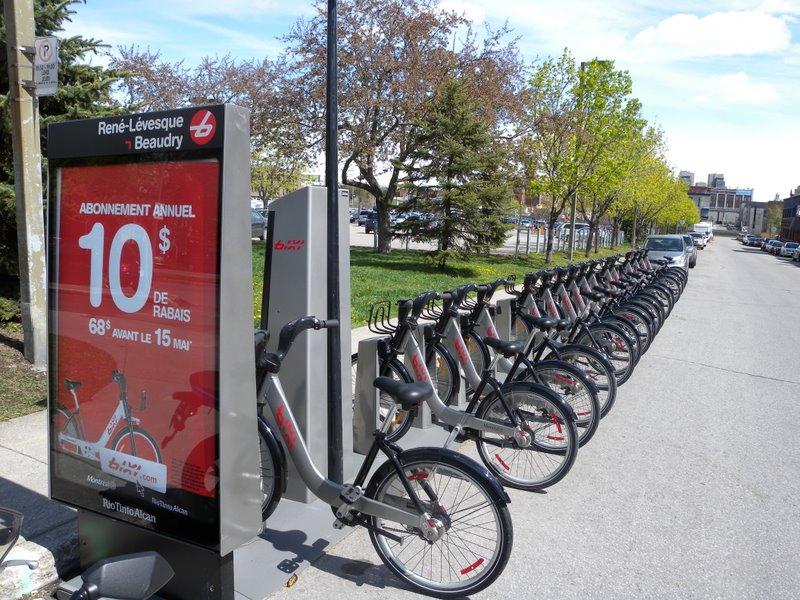
Station vélo Bixi équipée de la plateforme technologique de 8D

### BIXI
Quand Montréal a décidé de se doter d’un système de partage de vélos en 2007,, la SCSM a été mandatée pour mener le projet à bien. La SCSM a pour l’occasion créé une organisation sans but lucratif, la Société de vélo en libre-service (SVLS), pour gérer le programme de vélos partagés BIXI. Fort de son succès de gestion automatique des paiements de parking à Montréal, 8D a créé une plateforme pour le programme BIXI, y intégrant des panneaux solaires, la technologie RFID pour les points d'ancrage ainsi que tous les logiciels nécessaires,,,. Pendant les deux années suivantes, BIXI se développe rapidement en vendant dans le monde entier son système de vélo-partage fonctionnant grâce à la technologie 8D : Melbourne  en mai 2010 (Melbourne Bike Share), Minneapolis en juin 2010 (Nice Ride Minnesota), Londres en juillet 2010 (Barclays Cycle Hire), Washington, D.C. en août 2010 (Capital Bikeshare) et Boston en juillet 2011 (Hubway),,.

#### Différent avec SVLS
En janvier 2012, SVLS informe 8D qu’elle cessera d’utiliser la plateforme 8D, mettant en cause une surfacturation pour ses services. Selon un article de Radio-Canada, la décision de se défaire des services de 8D remonte en fait à six mois plus tôt, en juin 2011, lors du conseil d’administration de SVLS. Plutôt que d’utiliser le logiciel 8D, SVLS développera sa propre plateforme via la société américaine Personica Intelligence,. Cette décision va mettre un point final au développement avec 8D, empêchant sa participation prévue aux programmes de Chattanooga et New York.
8D poursuivra néanmoins de fournir ses services pour les systèmes BIXI existants,. En avril de la même année, 8D engage des poursuites en demandant des dommages et intérêts à hauteur de 26 millions de dollars contre SVLS,,. En réponse SVLS engage des poursuites contre 8D pour 2 millions de dollars quelque temps plus tard,,.

### Post-BIXI
Moins d’un mois après que BIXI se soit déclaré insolvable, 8D forme un partenariat avec Alta Bicycle Share (devenu Motivate), qui est chargé des opérations de la plupart des programmes BIXI. Le jeune partenariat entre ces deux anciens collaborateurs de SVLS est sélectionné par Seattle pour remplacer la société en faillite et fournir le système de vélo-partage de la ville,. Le programme Pronto Cycle Share de Seattle est finalement inauguré en octobre 2014, devenant ainsi le premier a bénéficié de la nouvelle technologie 8D, BSS v4, pour laquelle 8D fournit l’ensemble de la solution de vélo-partage, des points d'ancrage aux bornes de paiement, en passant par le logiciel et la plateforme de paiement,,. En décembre 2014 8D pose le pied en Orient en lançant à Abu Dhabi le programme ADBC Bikeshare,.

#### Citi Bike
Avant le lancement du programme de Seattle à l’automne 2014, la solution BSS v4 de 8D a été testée à Brooklyn, New York, pour le programme Citi Bike. Ces tests ont ouvert la voie au remplacement du logiciel défaillant de SVLS par la solution 8D, qui fut mise en service en mars 2015. 8D remplaçant également progressivement les points d'ancrage  et les terminaux. Citi Bike annonça également que 92 nouvelles stations supportant la technologie BSS v4 devaient être installées. Cette expansion s’inscrit dans un programme de développement sur deux ans qui a commencé en août 2015.

### Fusion
8D Technologies annonce sa fusion avec Motivate le 8 février 2017. Jay Walder devient le directeur général de la société fusionnée,.

## Localisation

### Programmes de vélos partagés

#### Localisations actuelles
Ces programmes de vélos partagés sont actuellement gérés par la solution 8D :
| Ville                                             | Programme             | Saisonnalité | Date d’inauguration                       | Stations | Vélos |
| ------------------------------------------------- | --------------------- | ------------ | ----------------------------------------- | -------- | ----- |
| Montreal                                          | BIXI                  | Saisonnier   | Mai 2009                                  | 460      | 5200  |
| Melbourne                                         | Melbourne Bike Share  | Permanent    | Mai 2010                                  | 50       | 600   |
| Minneapolis, Minnesota                            | Nice Ride Minnesota   | Saisonnier   | Juin 2010                                 | 190      | 1700  |
| Londres                                           | Santander Cycle Hire  | Permanent    | Juillet 2010                              | 785      | 11500 |
| Pullman, Washington (Washington State University) | WSU Green Bike        | Permanent    | Août 2010                                 | 11       | 100   |
| Washington, D.C.                                  | Capital Bikeshare     | Permanent    | Septembre 2010                            | 370      | 3100  |
| Boston                                            | Hubway                | Permanent    | Juillet 2011                              | 160      | 1600  |
| Seattle, Washington                               | Pronto Cycle Share    | Permanent    | Octobre 2014 - mars 2017                  | 54       | 500   |
| Abou Dabi                                         | ADBC Bikeshare        | Permanent    | Décembre 2014                             | 11       | 75    |
| New York City, New York                           | Citi Bike             | Permanent    | Mars 2015 (lancement initial en mai 2013) | 500      | 8000  |
| Jersey City (New Jersey)                          | Citi Bike Jersey City | Permanent    | Septembre 2015                            | 35       | 350   |
| San Francisco Bay Area (California)               | Ford GoBike           | Permanent    | Juin 2017 (lancement initial 2013)        | 550      | 7000  |

#### Anciennes localisations
| Ville   | Programme          | Gérés par la solution 8D |
| ------- | ------------------ | ------------------------ |
| Toronto | Bike Share Toronto | 2011-2016                |
| Ottawa  | Capital Bixi       | 2009-2014                |

### Systèmes de paiement automatisé

#### Localisation actuelles
| Ville    | Programme                 | Date d’inauguration | Stations | Places de stationnement |
| -------- | ------------------------- | ------------------- | -------- | ----------------------- |
| Montreal | Stationnement de Montréal | 2002                | 1515     | 22214                   |

## Technologie

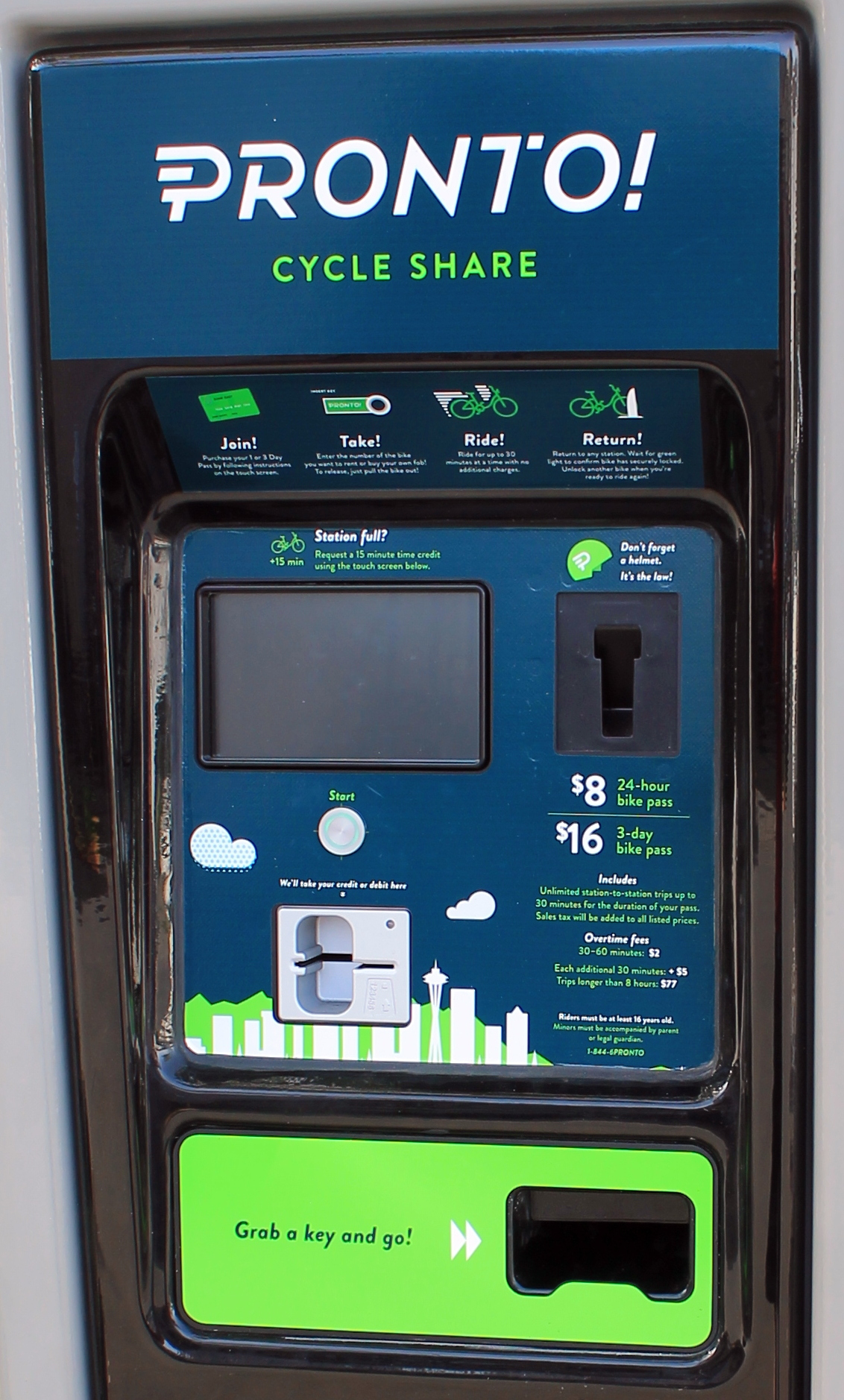
8D bike station for Pronto Cycle Share (with a bike key dispenser in the bottom right).

### Cloud9
Cloud9 est un environnement d’exploitation développé par 8D en 2001. Il a été présenté au Consumer Electronics Show en 2002. Cette plateforme exclusive équipe toutes les bornes de parcmètre automatisées ainsi que les terminaux de vélo en partage produits par 8D,.

### Unité 8D ECO
ECO est un système intégré sous environnement Linux sur lequel repose le fonctionnement des terminaux 8D. Il s’agit d’un composant intégré autorisant les communications sans fil hautement sécurisées, telles que le paiement électronique en temps réel, le suivi des déficiences matérielles et la gestion du fonctionnement des terminaux,,,. Le module ECO permet également le contrôle à distance des terminaux. Il a été déployé dès 2003 dans les premiers systèmes de paiement automatique de stationnement à Montréal. Le sigle ECO signifie Electronic Commerce.

### Le distributeur de clé
En 2014 8D a inventé le premier distributeur de clés vélos, qui fut installé dès septembre de la même année à Minneapolis pour le programme Nice Ride Minnesota. Le distributeur de clés permet à l’usager d’acheter une clé directement au terminal de paiement, plutôt que de la recevoir par courrier. Le système de distributeur de clés 8D a été installé dans tous les programmes de partage de vélos d’Amérique du Nord géré par 8D, ainsi qu’à Abu Dhabi.